# Deutsches Gefallenendenkmal Flughafen Kabul
Das deutsche Gefallenendenkmal Flughafen Kabul ist ein Denkmal für sieben gefallene Bundeswehrsoldaten auf dem Flughafen von Kabul.

## Allgemeines
Eine aus Stein errichtet Erinnerungsstätte auf dem Gelände des Flughafens von Kabul, erinnert an die sieben gefallenen Bundeswehrsoldaten vom Hubschrauberabsturz am 21. Dezember 2002. An der Erinnerungsstätte ist eine Gedenktafel angebracht. Sie trägt die Inschrift Hier starben bei einem Hubschrauberabsturz 7 deutsche Soldaten im Dienst für ISAF 21.12.2002 in den Sprachen Deutsch, Englisch und Dari. Verziert ist die Erinnerungsstätte mit einem Bären und den Luftwaffenschwingen.

## Quelle
- Erinnerungsstätte Flughafen Kabul, Onlineprojekt Gefallenendenkmäler, abgerufen am 29. November 2017